# Nina Foch
Nina Consuela Maud Fock, més coneguda com a Nina Foch (Leiden, 20 d'abril de 1924 - Los Angeles, 5 de desembre de 2008) fou una actriu de cinema neerlandesa-estatunidenca, nominada al premi Oscar a la millor actriu secundària l'any 1954 per la pel·lícula Executive Suite.

## Biografia
La seva mare fou l'actriu estatunidenca Consuelo Flowerton, qui retornà als Estats Units després de casar-se amb director de música clàssica neerlandès Dirk Fock, amb el qui es va divorciar quan la seva filla era molt petita. Va viure i créixer a Ciutat de Nova York mentre la seva mare l'animava en la seva vessant artística. Tocava el piano i li agradava l'art però l'interessava més l'escenografia.
Foch morí el divendres 5 de desembre de 2008 al Ronald Reagan UCLA Medical Center de Los Angeles, a l'estat de Califòrnia, a l'edat de 84 anys, a causa de complicacions de mielodisplàsia, tal com afirmà el seu fill Dirk de Brito al diari Los Angeles Times. Emmalaltí la setmana anterior mentre impartia classe a l'Escola d'Arts Cinematogràfiques de la Universitat del Sud de Califòrnia.

## Filmografia seleccionada
- Cry of the Werewolf (1944)
- The Return of the Vampire (1944)
- A Song to Remember (1945)
- I Love a Mystery (1945)
- Em dic Julia Ross (My Name Is Julia Ross) (1945)
- Les mil i una nits (A Thousand and One Nights) (1945)
- The Guilt of Janet Ames (1947)
- Johnny O'Clock (1947)
- The Dark Past (1948)
- Johnny Allegro (1949)
- Un americà a París (An American in Paris) (1951)
- Scaramouche (1952)
- Executive Suite (1954)
- Els Deu Manaments (The Ten Commandments) (1956)
- Cash McCall (1960)
- Espàrtac (Spartacus) (1960)
- Such Good Friends (1971)
- Mahogany (1975)
- Skin Deep (1989)
- Assetjada (Sliver) (1993)
- És la meva festa (It's My Party) (1996)
- Relació mortal (Hush) (1998)
- Enamora't (How to Deal) (2003)